# Густаво Адріансен
Густаво Ліно Адріансен Олая (ісп. Gustavo Lino Adrianzén Olaya, нар. 25 жовтня 1966) — перуанський юрист, політик та дипломат, що обіймає посаду прем'єр-міністра Перу з березня 2024 року. До того у 2023—2024 роках був 26-м постійним представником Перу в Організації американських держав, а також з квітня по жовтень 2015 року, за правління колишнього президента Ольянти Умали — міністром юстиції та прав людини.

## Освіта
Юридичну освіту здобував в університеті Ліми та Алькальському університеті в Мадриді. Також навчався в сфері прав людини в Женеві, Страсбурзі, Сан-Хосе та Флоренції. Окрім того, здобув ступінь магістра з державного управління та менеджменту в INAP і диплом з державного управління в комплутенському університеті, обидва в столиці Іспанії.

## Політична кар'єра
Адріансен розпочав свою політичну кар'єру 2015 року, коли його призначили заступником міністра юстиції та прав людини. Лише через 2 тижні, 2 квітня, його призначили вже міністром на заміну Фреді Отароли. У жовтні на той час прокурор зі справ щодо відмивання коштів Юлія Прінсіпе заявила, що Адріансен спробував «заткнути» її, вимагаючи пояснень її заяв у ЗМІ щодо розслідувань, що стосувалися Першої леді Надін Ередіа. Адріансена викликали до Конгресу для свідчення по цих звинуваченнях, однак 20 жовтня для уникнення імпічменту він подав у відставку. Прінсіпе також звільнили з посади.
23 лютого 2023 року президенткою Діною Болуарте призначений на пост постійного представника в Організації американських держав. Як посол він висловив «непорушне й непохитне зобов'язання уряду й народу Перу дотримуватися цінностей ОАД». Залишив пост у березні 2024 року після того, як президентка Болуарте призначила його прем'єр-міністром.
6 березня 2024 року склав присягу як прем'єр-міністр Перу. На посту замінив Альберто Отаролу, що звільнився внаслідок скандалу щодо допомоги в працевлаштуванні в міністерстві оборони Ясіре Пінедо, яку він називав «моя кохана».